# الجرداء (ذي السفال)

تعديل مصدري - تعديل

الجرداء محلة تابعة لقرية شوائط، التابعة لعزلة شوائط بمديرية ذي السفال إحدى مديريات محافظة إب في الجمهورية اليمنية، بلغ تعداد سكانها 245 حسب تعداد اليمن لعام 2004.